# Ростовка (Каменский район)
Ростовка — село Каменского района Пензенской области России, входит в состав Каменского сельсовета.

## География
Расположено на берегу речки Ростовка (приток Шуварды) в 10 км на север от райцентра города Каменки.

## История села
Основано в составе Завального стана Пензенского уезда в конце XVII или начале XVIII вв. В 1710 г. здесь 17 дворов крестьян генерал-майора, бригадира Ивана Михайловича Головина, до 1719 г. в сельцо Архангельское, Ростовка тож, было завезено еще 67 крестьян. Названо, возможно, по прежней родине крестьян, откуда они могли быть перевезены (город Ростов Великий). Не исключается, что до Головина небольшой участок земли будущей генеральской дачи принадлежал служилому человеку по фамилии Ростов. С 1780 г. – в составе Нижнеломовского уезда Пензенской губернии. В 1795 г. в селе 196 дворов крестьян, находившихся на оброке и плативших по 3 рубля с ревизской души в год. Перед отменой крепостного права с. Ростовка показано за княгиней Варварой Васильевной Долгоруковой, у нее 665 ревизских души крестьян, 203 двора на 140 десятинах усадебной земли, 181 тягло на оброке, 83 – на барщине, у крестьян 1978 десятин пашни, 92 дес. сенокоса, 221 дес. выгона, у помещицы 2002 дес. удобной земли, в том числе леса и кустарника 1080 дес. В 1877 г. – в Каменской волости Нижнеломовского уезда, 259 дворов, деревянная церковь во имя Архангела Михаила (построена в 1780 г.), деревянная единоверческая построена в 1884 г., молитвенный дом старообрядцев. В 1896 г. показано 1300 прихожан Архангельской церкви и около 400 старообрядцев. В 1897 г. – 305 баптистов и старообрядцев-беглопоповцев. В 1896 г. работала земская школа. В 1911 г. – село Ростовка, Архангельское тож, Каменской волости Нижнеломовского уезда, одно крестьянское общество, 313 дворов, школа Министерства народного просвещения, 3 церкви, 2 молитвенных дома, кредитное товарищество, водяная мельница, 3 ветряные, 4 кузницы, поташный завод, 4 лавки.
С 1928 года село являлось центром сельсовета Каменского района Пензенского округа Средне-Волжской области (с 1939 года — в составе Пензенской области). В 1955 г. – центральная усадьба колхоза имени Суворова. В 1980-е гг. – в составе Каменского сельсовета.

## Население
| 1795  | 1864  | 1877  | 1897  | 1911  | 1926  | 1930  |
| ----- | ----- | ----- | ----- | ----- | ----- | ----- |
| 1135  | ↗1429 | ↗1505 | ↘1499 | ↗1692 | ↗1733 | ↘1523 |
| 1939  | 1959  | 1979  | 1989  | 1996  | 2002  | 2010  |
| ↘1360 | ↘581  | ↘449  | ↘247  | ↘215  | ↘195  | ↘158  |

## Достопримечательности
В селе расположена недействующая Церковь Михаила Архангела (1911).

## Известные люди
Ростовка — родина народного артиста РСФСР, главного режиссера Малого театра (1937–1944), актера, профессора, лауреата Государственной премии СССР (1942, 1951 гг.) Ильи Яковлевича Судакова (1890–1969).